# Marcel Bauer (Politiker)
Marcel Karl Bernhard Bauer (* 30. April 1992 in Mainburg) ist ein deutscher Politiker (Die Linke) und Mitglied des Deutschen Bundestages.

## Biographie
Marcel Bauer ist Forstwirt.

## Politischer Werdegang

### Deutscher Bundestag
Bei der Bundestagswahl 2025 kandidierte Bauer im Wahlkreis 271 Karlsruhe-Stadt und zog auf Platz 6 der baden-württembergischen Landesliste seiner Partei in den Deutschen Bundestag ein. Dort ist er Mitglied im Ausschuss für Landwirtschaft, Ernährung und Heimat sowie stellvertretendes Mitglied im Ausschuss für Umwelt, Klimaschutz, Naturschutz und nukleare Sicherheit.
Am 15. Mai 2025 wurde Bauer für einen Sitzungstag des Plenarsaals verwiesen, weil er seine Baskenmütze nicht absetzen wollte.

### Partei
Bauer ist Mitglied im Landesvorstand Die Linke Baden-Württemberg.

## Mitgliedschaften
Er ist Mitglied der Vereinigten Dienstleistungsgewerkschaft (ver.di).